# 대니얼 머피 (1985년)
대니얼 토머스 머피(Daniel Thomas Murphy, 1985년 4월 1일 ~ )는 미국의 전 야구 선수이다.